# 巴那猜·沃拉萨迭亚南
巴那猜·沃拉萨迭亚南（1998年4月7日—），泰國男子羽毛球運動員。

## 簡歷
2018年12月，巴那猜·沃拉萨迭亚南出戰尼泊爾羽毛球國際系列賽，分別與瓦列·讪帕和Pitchayanin Ungka合作拿得男子雙打比賽亞軍和混合雙打比賽亞軍。

## 主要比賽成績
只列出曾進入準決賽的國際賽事成績：
| 年份   | 賽事                   | 公開賽級別 | 項目     | 搭檔              | 成績 |
| ------ | ---------------------- | ---------- | -------- | ----------------- | ---- |
| 2016年 | 亞洲青年羽毛球錦標賽   | 其他       | 混合團體 | －                | 季軍 |
| 2016年 | 世界青年羽毛球錦標賽   | 其他       | 混合團體 | －                | 季軍 |
| 2018年 | 尼泊爾羽毛球國際系列賽 | 國際系列賽 | 男子雙打 | 瓦列·讪帕         | 亞軍 |
| 2018年 | 尼泊爾羽毛球國際系列賽 | 國際系列賽 | 混合雙打 | Pitchayanin Ungka | 亞軍 |

| 2007-2017年 | 首要超級賽 | 超級賽 | 黃金大獎賽 | 大獎賽 | 國際挑戰賽 | 國際系列賽 | 未來系列賽 | 其他 |

| 2018-2026年 | 總決賽 | 超級1000賽 | 超級750賽 | 超級500賽 | 超級300賽 | 超級100賽 | 國際挑戰賽 | 國際系列賽 | 未來系列賽 | 其他 |